# Cepari
Cepari è un comune della Romania di 2 354 abitanti, ubicato nel distretto di Argeș, nella regione storica della Muntenia.
Il comune è formato dall'unione di 7 villaggi: Cepari Pamanteni, Carpeniș, Cepari Ungureni, Moraști, Șendrulesti, Urluiești, Valea Magurii, Zamfirești.